# Peraiyur
Peraiyur é uma panchayat (vila) no distrito de Madurai, no estado indiano de Tamil Nadu.

## Geografia
Peraiyur está localizada a 9° 43′ N, 77° 48′ L. Tem uma altitude média de 150 metros (492 pés).

## Demografia
Segundo o censo de 2001,  Peraiyur  tinha uma população de 8880 habitantes. Os indivíduos do sexo masculino constituem 51% da população e os do sexo feminino 49%. Peraiyur tem uma taxa de literacia de 66%, superior à média nacional de 59.5%: a literacia no sexo masculino é de 73% e no sexo feminino é de 59%. Em Peraiyur, 11% da população está abaixo dos 6 anos de idade.